# Les Tuniques écarlates
Pour plus de détails, voir Fiche technique et Distribution.
Les Tuniques écarlates (North West Mounted Police) est un film américain en Technicolor réalisé par Cecil B. DeMille et sorti en 1940.

## Synopsis
Au Canada, en 1885. Dan Duroc et Jacques Corbeau, deux métis, tentent de pousser leur peuple à une nouvelle rébellion, plusieurs années après l'écrasement d'une première révolte conduite par Louis Riel. La police montée canadienne, dont les hommes sont surnommés Les tuniques rouges à cause de leur uniforme, tente de maintenir l'ordre. Dusty Rivers arrive du Texas dans le but d'arrêter Jacques Corbeau pour meurtre, et s'associe alors aux tuniques rouges.

## Fiche technique
- Titre : Les Tuniques écarlates
- Titre original : North West Mounted Police
- Réalisation : Cecil B. DeMille, assisté d'Arthur Rosson
- Scénario : C. Gardner Sullivan, Alan Le May et Jesse Lasky Jr. d'après le roman The Royal Canadian Mounted Police de R.C. Fetherstonhaugh
- Production : Cecil B. DeMille, William H. Pine producteur associé et William LeBaron producteur exécutif (non crédité)
- Société de production et de distribution : Paramount Pictures
- Photographie : Victor Milner et W. Howard Greene
- Montage : Anne Bauchens
- Musique : Victor Young
- Direction artistique : Roland Anderson, Hans Dreier et William Flannery	(non crédité)
- Costumes : Natalie Visart et Joe De Young
- Effets visuels : Farciot Edouart et Gordon Jennings
- Pays d'origine : États-Unis
- Format : couleur (Technicolor) - Son : Mono (Western Electric Mirrophonic Recording)
- Consutant technicolor Nathalie Kalmus
- Genre : film d'aventure
- Langue : anglais
- Durée : 126 minutes
- Dates de sortie : 
  - Canada : 21 octobre 1940 (première mondiale à Regina, Saskatchewan)
  - États-Unis : 22 octobre 1940 (première), 6 novembre 1940 (New York)
  - France : 15 mai 1948 (Paris)

## Distribution
- Gary Cooper (V.F. : Richard Francœur) : Dusty Rivers
- Madeleine Carroll (V.F. : Marie Francey) : April Logan
- Paulette Goddard (V.F. : Madeleine Briny) : Louvette Corbeau
- Preston Foster (V.F. : Stéphane Audel) : Sergent Jim Brett
- Robert Preston (V.F. : Pierre Leproux) : Ronnie Logan
- George Bancroft (V.F. : Antoine Balpêtré) : Jacques Corbeau
- Lynne Overman (V.F. : Camille Guérini) : Tod McDuff
- Akim Tamiroff (V.F. : Georges Chamarat) : Dan Duroc
- Walter Hampden (V.F. : Marcel Raine) : Pied de Bouc (Big Bear en V.O.)
- Lon Chaney Jr. (V.F. : Emile Duard) : Shorty
- Montagu Love (V.F. : Jean Mauclair) : Inspecteur Cabot
- Francis McDonald (V.F. : Henry Valbel) : Louis Riel
- George E. Stone : Johnny Pelang
- Willard Robertson (V.F. : Christian Argentin) : Harrington
- Regis Toomey : Jerry Moore
- Richard Denning : Thornton
- Douglas Kennedy : Carter
- Robert Ryan (V.F. : Jean Delacour) : Dumont
- James Seay (V.F. : Maurice Dorléac) : Fenton
- Lane Chandler (V.F. : Raymond Loyer) : Fyffe
- Ralph Byrd : Ackroyd
- Eric Alden : Kent
- Wallace Reid Jr. : Rankin
- Bud Geary : Herrick
- Evan Thomas (V.F. : Allain Dhurtal) : Capitaine Gower
- Jack Pennick : Sergent Field
- Davison Clark (V.F. : Émile Drain) : Dr. Roberts, le chirurgien
- Chief Thundercloud : Wandering Spirit
- Clara Blandick (V.F. : Henriette Marion) : Mme Burns
- Ynez Seabury : Mme Shorty
- Eva Puig (V.F. : Germaine Kerjean) : Ekawe
- Julia Faye : Wapiskau
- Rod Cameron (V.F. : Raymond Loyer) : Caporal Underhill

Acteurs non crédités
- Chef John Big Tree : Blue Owl
- Ed Brady : un trappeur
- Soledad Jiménez : une grand-mère
- Noble Johnson : un indien
- Ray Mala : un indien
- Nestor Paiva : un métis
- George Regas : Freddie
- Colin Tapley : un membre de la police montée
- Chief Thunderbird : un indien
- Chief Yowlachie : un indien
- Cecil B. DeMille : le narrateur (voix)

## Anecdotes
- Il s'agit du premier film de Cecil B. DeMille en technicolor, et de la deuxième collaboration entre le réalisateur et la star Gary Cooper. Ils tourneront encore deux films ensemble par la suite, L'Odyssée du docteur Wassell et Les Conquérants d'un nouveau monde (où ils retrouvent Paulette Goddard, cette fois-ci en vedette).
- Le réalisateur use d'un procédé efficace dans son film, celui de faire apparaître la vedette très tard, suscitant ainsi la curiosité du spectateur sur la façon dont elle va apparaître à l'écran. Ainsi Gary Cooper fait son entrée, à cheval, au bout de vingt minutes de film juste avant que les portes de la caserne ne se ferment pour la nuit. L'idée était d'autant plus efficace que Gary Cooper était alors une énorme star et que le film reposait sur ses épaules.
- À noter que c'est aussi le premier film en couleurs de Gary Cooper.
- Un jeune acteur fait ses débuts devant la caméra de Cecil B. DeMille : il s'agit de Robert Ryan, qui a un petit rôle. L'acteur se distinguera par la suite dans des classiques tels que Les Douze Salopards (1967) ou La Horde sauvage (1969).